# Korean Central Television

Openingszin van het KCTV

Korean Central Television (KCTV) is een Noord-Koreaanse televisiezender uit de hoofdstad Pyongyang die beheerd wordt door de staat.
Het bereik van de zender is beperkt, omdat slechts 40% van de bevolking in Noord-Korea een tv bezit (voornamelijk in de grote steden, zoals Pyongyang). De zender begon met uitzenden op 3 maart 1963. Noord-Korea heeft vier zenders:
- KCTV1 - Korean Central Television (KCTV) - publieke omroep
- KCTV2 - Korean Education and Culture Arts Television (KECATV) - onderwijs-, cultuur-, kunst- en kenniszender
- KCTV3 - Korean Sports Television (KSTV) - sportzender
- KCTV4 - Korean English International Television (KEITV) - Engelstalige zender

KCTV zendt elke dag zes uur uit. In de jaren tachtig zond de zender twee uur per dag uit en in de jaren zeventig slechts een uur. De programma's worden free-to-air uitgezonden via ChinaSat 12 en Intelsat 21 en bereikt zodoende Azië, Australië, het Midden-Oosten, Europa en grote delen van Afrika en Noord- en Zuid-Amerika.

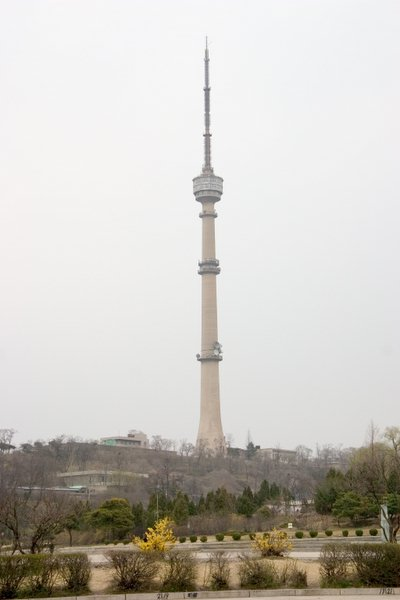
Sinds 1967 wordt het signaal uitgezonden vanaf deze 150 m hoge televisiezendmast in Pyongyang